# Belgrandiella kusceri
Belgrandiella kusceri е вид охлюв от семейство Hydrobiidae.

## Разпространение
Видът е разпространен в Словения.